# 국제기업전략 연구과

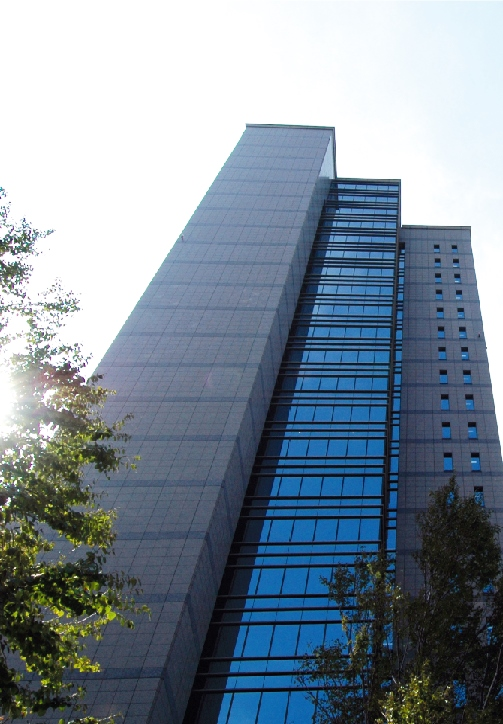

국제기업전략 연구과(일본어: 一橋大学 国際企業戦略研究科, 영어: Graduate School of International Corporate Strategy)는 일본 히토쓰바시 대학의 경영대학원이다. Hitotsubashi ICS 또는 ICS라고도 불린다. 히토쓰바시 대학의 발상지인 간다 히토쓰바시에 위치하여 있으며, 히토쓰바시 대학의 6번째 대학원으로 1998년 4월에 설립되어, 2000년에 첫 입학생을 받았다. 대학원장은 히로시 칸노(Hiroshi Kanno) 교수이다.
ICS는 간다 캠퍼스에 국제경영전략(MBA, DBA), 금융전략/경영재무(MBA) 및 경영법무 과정을 개설하고 있으며, 국제경영전략 과정은 전 수업이 영어로 진행된다. 간다 캠퍼스는 과거 히토쓰바시 강당이 있던 자리에 세워진 '학술종합 센터' 내에 위치해 있다.
ICS는 하버드 대학교의 마이클 포터 교수의 이름을 딴 '포터 상'의 운영조직을 겸하고 있다.

## 교류 대학원
- Babson College
- London Business School
- The Darden Graduate School of Business Administration, University of Virginia(버지니아 대학교)
- The Haas School of Business, University of California, Berkeley(캘리포니아 대학교 버클리)
- The Peter F. Drucker and Masatoshi Ito Graduate School of Management, Claremont Graduate University
- UCLA Anderson School of Management(캘리포니아 대학교 로스앤젤레스)
- University of Hawai'i at Manoa
- HEC School of Management
- 서울대학교
- 베이징 대학
- 홍콩중문대학 (The Chinese University of Hong Kong)

## 같이 보기
- 노나카 이쿠지로
- 다케우치 히로타카